# Natalija Gutman
Natalija Grigorjewna Gutman (ros. Наталия Григорьевна Гутман; ur. 14 listopada 1942 w Kazaniu) – rosyjska wiolonczelistka.

## Życiorys
Naukę muzyki rozpoczęła w wieku 5 lat u Romana Sapożnikowa w Szkole Muzycznej im. Gniesinych w Moskwie. Następnie kształciła się u Siergieja Asłamazjana i Galiny Kozołupowej w Centralnej Szkole Muzycznej. Po raz pierwszy wystąpiła publicznie w wieku 9 lat. W latach 1964–1968 studiowała w Konserwatorium Leningradzkim u Mstisława Rostropowicza. Od 1967 roku uczyła gry na wiolonczeli w Konserwatorium Moskiewskim.
W 1959 roku zdobyła I nagrodę i złoty medal w konkursie Światowego Festiwalu Młodzieży i Studentów w Wiedniu. Laureatka II nagrody na Wszechzwiązkowym Konkursie w Moskwie (1961), I nagrody na konkursie wiolonczelowym im. Antonína Dvořáka w Pradze (1961), III nagrody na Międzynarodowym Konkursie Muzycznym im. Piotra Czajkowskiego (1962) i I nagrody na konkursie radiowym w Monachium (1967). Koncertowała w Europie, Stanach Zjednoczonych i Japonii. Wykonywała zarówno repertuar klasyczny, jak i współczesny. Dokonała licznych nagrań fonograficznych dla wytwórni Miełodija.
Jej mężem był skrzypek Oleg Kagan, z którym często występowała w duecie.